# Buiten de wet
Buiten de wet is een thriller van auteur James W. Hall.

## Het verhaal
Anne Joy, een aantrekkelijke vrouw, heeft een gewelddadig leven achter zich maar heeft haar geluk gevonden in de Florida Keys. Ze heeft echter een sadistische broer, Vic, een moderne piraat die is gespecialiseerd in het kapen van luxe jachten en het bruut vermoorden van hun eigenaren.
Vic probeert de grond waarop het huis van Thorn is gebouwd in handen te krijgen en deinst daarbij voor niets terug. Zelfs niet het leven van de dochter van Thorns beste vriend Sugarman. Het meisje wordt ontvoerd naar Midden-Amerika en Thorn en Sugarman gaan de ontvoerders achterna om haar te bevrijden.

## Personages
- Thorn
- Sugarman, privédetective en voormalig politieagent
- Anne Joy
- Alexandra